# وادنویژن
وادنویژن (به هلندی: Wadenoijen) یک منطقهٔ مسکونی در هلند است که در تیل (هلند) واقع شده‌است. وادنویژن ۷٫۳۶ کیلومتر مربع مساحت و ۱٬۱۵۰ نفر جمعیت دارد.